# Migron (Charente-Maritime)
Migron település Franciaországban, Charente-Maritime megyében. Lakosainak száma 699 fő (2022. január 1.). Migron Aujac, Authon-Ébéon, Bercloux, Brizambourg, Burie, Courcerac, Mons, Le Seure, Villars-les-Bois és Val-de-Cognac községekkel határos.

## Népesség
A település népességének változása:
| Lakosok száma | 667  | 762  | 740  | 619  | 733  | 731  | 724  | 721  | 714  | 699  |
|               | 1968 | 1982 | 1990 | 2006 | 2013 | 2015 | 2017 | 2019 | 2020 | 2022 |